# Človeški kapital
Človeški kapital so vse kompetence in predanosti ljudi znotraj določene organizacije. Predstavljajo ga zaposleni v organizaciji s svojimi veščinami, izkušnjami, znanji, potenciali in sposobnosti. Človeški kapital zajema vse človekove sposobnosti, ki so potrebne za uspešno podjetje oziroma organizacijo. Posamezniki so prednost v organizaciji samo, če se odločijo, da bodo investirali svoj kapital v njo.

## Teorije opredelitve človeškega kapitala
Schultz, Becker in Mincer so v šestdesetih letih dvajsetega stoletja postavili temeljne teorije človeškega kapitala.. Ekonomist Theodore Schultz je uporabil izraz človeški kapital in z njim reflektiral vrednost človeških zmožnosti. Menil je, da je človeški kapital kot katerikoli drugi kapital, le da ga ne moremo kupiti ali prodati in da ga lahko dobimo le z investiranjem v človeka. Izobrazba in izobraževanje imata po njegovem mnenju v človeškem kapitalu osrednje mesto..  Gary Becker je avtor najbolj znane aplikacije ideje človeškega kapitala. V delu Human Capital leta 1964 je opredelil in izmeril neposredne ekonomske koristi izobraževanja ter usposabljanja za posameznika in za družbo. Po njegovem mnenju je spodbuda za investiranje odvisna od pričakovanega donosa na investicijo. Jacob Mincer je leta 1958 objavil članek Investment in Human Capital and Personal Income Distribution. Ukvarjal se je z vprašanjem naložb v izobraževanje odraslih, pri čemer se je osredotočal predvsem na usposabljanje na delovnem mestu ter na oblikovanje preprostega postopka za analizo razmerja med izobrazbo in zaslužki.

## Zakaj je človeški kapital vedno bolj pomembna tema?
V zadnjih petnajstih letih je prišlo do revolucije v delovni sili in na delovnem mestu, zato človeški kapital še nikoli ni bil bolj pomemben pri konkurenčnosti. V razvitem svetu sta se najbolj razvila informacijsko in storitveno gospodarstvo. V informacijski ekonomiji so ljudje kritična prednost, v storitveni ekonomiji pa je 80 % vrednosti podjetja vezano na ljudi. Dostop do finančnega kapitala ni več vir konkurenčne prednosti, ta narašča s človekovimi sposobnostmi, spretnostmi in kompetencami. Ljudje s pravim profilom in zmožnostmi zagotavljajo prednost, ki jo konkurenca težko nadomesti. Organizacije se zavedajo, da potrebujejo ljudi, ki prinesejo nove prednosti ter da so se ljudje, od katerih so odvisni, spremenili. Na trgu dela se pojavlja vedno starejša in bolj raznoliko populacija, z vedno več ženskami, ki vstopajo na delovna mesta. Kljub temu pa se gospodarstvo še vedno ukvarja s problemom pomanjkanja spretnosti v informacijski in storitveni ekonomiji. Potreba po talentu, človekovem kapitalu, pomeni, da organizacije ne morejo vzeti kot samoumevno to, da bodo posamezniki želeli svoj kapital vložiti prav v njihovo organizacijo. Poleg tradicionalne plače in službene varnosti morajo podjetja ponuditi tudi druge elemente, da bi privabile in ohranile najboljše talente.

## Struktura človeškega kapitala
|           |           |           |           |           |           |  |  | Človeški kapital |       |       |       |       |       |  |  |                        |                        |                        |                        |                        |                        |
|           |           |           |           |           |           |  |  |                  |       |       |       |       |       |  |  |                        |                        |                        |                        |                        |                        |
|           |           |           |           |           |           |  |  |                  |       |       |       |       |       |  |  |                        |                        |                        |                        |                        |                        |
| Zmožnosti | Zmožnosti | Zmožnosti | Zmožnosti | Zmožnosti | Zmožnosti |  |  | Odnos            | Odnos | Odnos | Odnos | Odnos | Odnos |  |  | Intelektualna prožnost | Intelektualna prožnost | Intelektualna prožnost | Intelektualna prožnost | Intelektualna prožnost | Intelektualna prožnost |

Človeški kapital je sestavljen iz zmožnosti, odnosa  in intelektualne prožnosti zaposlenih. Zmožnosti predstavljajo tisto, kar lahko organizacija ustvari s pomočjo zaposlenih. Temelja elementa zmožnosti sta znanje in veščine. Znanje pokriva akademsko poznavanje stvari in je v glavnem vezano na človekovo stopnjo izobrazbe. Veščine pa predstavljajo njihov praktičen del in niso nič manj pomembne od znanja, vendar pa so z njim povezane. Kljub temu v praksi ni nujno, da človek posreduje oba pola zmožnosti. Odnos pomeni pripravljenosti ljudi, da uporabijo znanje v korist organizacije. Organizacija ima na to stran človeškega kapitala zelo majhen vpliv, odvisen je predvsem od osebnostnih lastnosti posameznika, nanj pa vplivajo motivacija, vedenje in drža zaposlenih. Motivacija je sposobnost dosegati strateške cilje in premagovati ovire. Vedenje označuje ustvarjeno okolje, ki izvira iz vedenj vseh zaposlenih. Osebno držo pa oblikuje predvsem etična usmeritev posameznika, ki svojega ravnanja ne usmerja le z vidika prihodnjega uspeha, ampak z vidika etičnih vrednosti družbe, v kateri deluje. Intelektualna prožnost zaposlenih pomeni sposobnost prenašanja znanja iz enega konteksta v drugega. Gre za sposobnost uporabiti znanje v najrazličnejših položajih ter poiskati inovativne rešitve. Komponente intelektualne prožnosti so inovacije, imitacije, prilagoditve in opredmetenje. Inovacija je sposobnost nadgrajevanja prejšnjega znanje in ustvarjanja novega. Posnemanje pomeni, da se podjetje ozre naokrog, opazi na trgu novosti in jih nato prenese v svoje delovanje. Prilagoditve pomenijo uspešno prilagajanje podjetja okolju, ki si na ta način zagotovi nadaljnji obstoj. Opredmetenje pomeni sposobnosti pretvoriti zamisel v izdelek ali storitev..

## Vlaganje v človeški kapital
Šolanje, izobraževanje, strokovna usposabljanja na delovnem mestu ter zdravstvo so najpomembnejše investicije v človeški kapital. Omogočajo zvišanje dohodka, izboljšanje zdravja in boljšo kvaliteto posameznikovega življenja. Poleg formalne izobrazbe se študentje učijo še izven šole, posebej v službi. Diplomati  niso popolnoma pripravljeni na trg dela, ko končajo univerzo, zato pred službo opravljajo tudi različne formalne in neformalne programe usposabljanja. Čas usposabljanja na delovnem mestu se razteza od ene ure za enostavne službe kot je npr. pomivanje posode, do nekaj let za službe, ki zahtevajo opravljanje težkih nalog kot je npr. inženirstvo. Podatki, ki so dostopni, kažejo, da je službeno usposabljanje zelo pomemben izvor višanja zaslužka, ki ga dobijo delavci, ko pridobivajo izkušnje na delu. Vpliv družine na znanje, spretnosti, zdravje, vrednote in navade njihovih otrok je zelo pomemben dejavnik investicije v človeški kapital. Starši vplivajo na pridobitev izobrazbe in še na veliko drugih dimenzij otrokovega življenja. Vendar pa pozitivni odnosi med zaslužki staršev in otrok niso zelo močni, odnosi med leti šolanja staršev in otrok pa so močnejši.

### Vlaganje v izobraževanje
Veliko študij kaže, da srednješolska in univerzitetna izobrazba v ZDA zviša posameznikov dohodek, tudi ko izvzamemo stroške šolanja in ko prilagodimo dejstva, da imajo ljudje z višjo izobrazbo po navadi višji količnik inteligentnosti in bolj izobražene starše. Podobni dokazi so dostopni iz več kot sto različnih držav z različnimi ekonomskimi sistemi. Dohodki bolj izobraženih ljudi so skoraj vedno nad povprečjem, čeprav so zaslužki po navadi večji v manj razvitih državah.
Ekonomska rast večine držav v  19. in 20. stoletja je bila delno posledica širjenja znanstvenih in tehnoloških znanj, ki so povišala produktivnost dela. Povečano opiranje industrije na napredna in zahtevna znanja so povečala vrednost izobraževanja, tehničnega šolanja, službenega usposabljanja in drugega človeškega kapitala.  Nove tehnološke prednosti ne pomagajo državam, ki imajo malo usposobljenih delavcev za njihovo uporabo. Ekonomska rast je odvisna od interakcije med novim znanjem in človeškim kapitalom. Višja formalna izobrazba in večja količina usposabljanja so povezani z velikim napredkom v tehnološkem znanju v vseh državah, ki so dosegle pomembno ekonomsko rast. Ekonomski rekordi Japonske, Tajvana in drugih Azijskih držav v zadnjih desetletjih kažejo pomembnost človeškega kapitala k ekonomski rasti. Kljub pomanjkanju naravnih virov Azijski tigri rastejo, predvsem zaradi zanašanja na dobro usposobljeno, izobraženo ter marljivo delovno silo, ki je ustvarila izjemno moderno tehnologijo.

## Merjenje človeškega kapitala
Ljudje so največja konkurenčna prednost podjetja, vendar pa je vprašanje kako izmeriti vrednost te prednosti. Kvantitativna evaluacija človeškega kapitala je velik izziv. Trenutno ni ene same mere, ki bi bila neodvisna od konteksta in s katero bi lahko opisali vpliv človekovih kompetenc in njegove predanosti na poslovni uspeh. Obstajajo zanesljive metode, ki merijo dobiček vlaganja v fizični kapital, medtem ko je merjenje človeškega kapitala nova in razvijajoča se znanost. Težko je dokazati povezave med vzroki in posledicami v kompleksnem delovnem in socialnem okolju. Pripisovanje vzrokov je posebej težavno, ker je poslovni kontekst drugačno socialno okolje. Kot primer lahko vzamemo vprašanje: »Ali se je zadovoljstvo kupcev povečalo, zato ker so se izboljšali delavci ali zato, ker so vložili v boljšo tehnologijo in izboljšali svoj produkt?« Organizacije tako ne morejo vedeti kje in kako naj naredijo najboljšo investicijo v človeški kapital, poleg tega pa tudi ne morejo vedeti, kakšno bo vračilo njihove investicije.
Nekatera podjetja in organizacije so razvile različne metodologije merjenja človeškega kapitala. Organizacije so razvile ključne indikatorje, s pomočjo katerih merijo človeški kapital v podjetju ter posledično povečujejo njegovo vrednost v organizaciji. Največkrat uporabljeni indikatorji človeškega kapitala so kompetence, zadovoljstvo, usposobljenost in izobrazba zaposlenih. Poleg teh se velikokrat uporablja tudi stopnja fluktuacije, število novo zaposlenih, produktivnost zaposlenih, odnos in stališča zaposlenih, ugled zaposlenih, leta izkušenj v poklicu, nove zamisli zaposlenih, motiviranost zaposlenih, končni rezultati zaposlenih, zadovoljstvo kupcev, timsko delo, stopnja absentizma, indeks napredovanja ter nagrajevanje.

## Kritika človeškega kapitala
Izraz človeški kapital  je velikokrat kritiziran. Nekateri ga kritizirajo kot preveč mehaničnega, vendar pa ne gre samo za opisovanje ljudi kot ekonomskih enot, ampak bolj za razumevanje tega, da so ljudje tisti, ki kritično prispevajo k uspehu organizacije. Organizacija mora razumeti kako človeški kapital prispeva k uspehu podjetja, saj lahko tako z njim bolj učinkovito upravljajo in ga uspešneje merijo. Ta izraz uporabljamo tudi zato, ker ljudje ne morejo biti ločeni od svojega znanja, spretnosti, zdravja ali vrednot na način kot so lahko ločeni od njihovega finančnega in fizičnega premoženja.
Marksisitična kritika teorije človeškega kapitala je usmerjena proti samim temeljem in strukturi teorije. Teorija človeškega kapitala trdi, da se tako ta kapital kot fizični kapital pridobivata z investiranjem. Mejni proizvod delavcev določa mezde, ti kapitalizirani zaslužki, diskontirani z neko obrestno mero, določajo vrednost človeškega kapitala, ta pa pomeni tržno vrednost produktivnih sposobnosti delavcev, te pa naprej določajo mejni proizvod in ta še naprej mezdo. Logika raziskovanja avtorjev koncepcije investiranja v človeka se tako vrti v začaranem krogu. Kljub različnim kritikam teorije človeškega kapitala je splošno sprejeto stališče, da je pojem naložb v človeški kapital še veljaven. Mora pa biti ustrezno razširjen, tako  da vključuje vse dejavnosti, ki povečujejo storilnost posameznika, podjetja in družbe kor celote, torej tudi osebnostne lastnosti, motivacijo itd.